# Billbergia castelensis
Billbergia castelensis är en gräsväxtart som beskrevs av Edmundo Pereira. Billbergia castelensis ingår i släktet Billbergia och familjen Bromeliaceae. Inga underarter finns listade i Catalogue of Life.